# Seznam infantek
Infantka je titul náležející dcerám španělských králů, ženská obdoba mužského infant (královský princ). Tato tradice vznikla ve středověku a pokračuje až do současnosti. Tituly infantky a infanta byly původně používány v Aragonii, Leónu (Kastilii) a dalších královstvích na Pyrenejském poloostrově.

## Aragonie
1. Sancha Aragonská (death 1007) ∞ Ermegol III ~ hraběnka z Urgell
2. Urakka Aragonská ~ řeholnice
3. Terezie Aragonská ∞ Vilém Bertrand Provensánský ~ hraběnka z Provence
4. Petronila Aragonská ∞ Ramon Berenguer IV. Barcelonský ~ aragonská královna
5. Dulce Aragonská ∞ Sancho I. Portugalský ~ portugalská královna
6. Konstancie Aragonská ∞ Emerich Uherský, Fridrich II. Štaufský ~ královna uherská, sicilská a císařovna římská
7. Eleonora Aragonská (1226) ∞ Raimond VI. z Toulouse ~ hraběnka z Toulouse
8. Sancha Aragonská ∞ Raimond VII. z Toulouse ~ hraběnka z Toulouse
9. Matylda ~ dcera Petr II. Aragonský
10. Petronila ~ dcera Petr II. Aragonský
11. Sancha ~ dcera Petr II. Aragonský
12. Violanta Aragonská ∞ Alfons X. Kastilský ~ kastilská královna
13. Isabela Aragonská (1248–1271) ∞ Filip III. Francouzský ~ francouzská královna
14. Sancha Aragonská ~ řeholnice
15. Isabela Aragonská (1330) ∞ Dinis I. Portugalský ~ portugalská královna
16. Jolanda Aragonská (1273–1302) ∞ Robert I. Neapolský ~ vévodkyně z Kalábrie
17. Isabela Aragonská (1330) ∞ Fridrich I. Habsburský ~ rakouská vévodkyně, štýrská vévodkyně, německá královna
18. Marie Aragonská ∞ Petr Kastilský, pán Camerosu (ke sňatku nikdy nedošlo)
19. Blanka ~ dcera Jakub II. Aragonský
20. Jolanda Aragonská ~ dcera Jakub II. Aragonský
21. Konstancie Aragonská (1318–1346) ∞ Jakub II. Mallorský ~ mallorská královna
22. Alžběta Aragonská ~ dcera Alfons IV. Aragonský
23. Konstancie Aragonská (1343–1363) ∞ Fridrich III. Sicilský ~ sicilská královna
24. Eleonora Aragonská (1358–1382) ∞ Jan I. Kastilský ~ kastilská královna
25. Isabela Aragonská (1376–1424) ∞ Jakub I. z Urgellu ~ hraběnka z Urguellu
26. Joanna Aragonská, hraběnka z Ampurias ∞ Jan I, hrabě z Ampurias
27. Jolanda Aragonská ∞ Ludvík II. Neapolský ~ vévodkyně z Anjou a neapolská královna
28. Joanna Aragonská ∞ Matěj z Foix ~ hraběnka z Foix
29. Marie Aragonská (1396–1445) ∞ Jan II. Kastilský ~ kastilská a leónská královna
30. Eleonora Aragonská (1402–1445) ∞ Eduard I. Portugalský ~ portugalská královna
31. Eleonora Aragonská ∞ Marino Manzano ~ princezna z Rossana
32. Marie Aragonská  ∞ Leonello d'Este ~ markýza z Ferrary
33. Blanka Aragonská (1424–1464) ∞ Jindřich IV. Kastilský ~ kněžna z Asturie
34. Eleonora Aragonská ∞ Gaston IV z Foix ~ vévodkyně z Foix
35. Joanna Aragonská ∞ Ferdinand I. Neapolský ~ neapolská královna

## Kastilie / León
1. Urraca Kastilská ~ dcera Ferdinand I. Kastilský
2. Elvíra z Tora ~ paní z Tora
3. Urraca Kastilská ∞ Alfons I. Aragonský ~ císařovna Hispánie, leónská, kastilská a Galicijská královna
4. Elvíra Kastilská (1135) ∞ Roger II. Sicilský ~ sicilská královna
5. Elvíra Kastilská (po 1157) ∞ Raimond IV. z Toulouse ~ hraběnka z Toulouse
6. Tereza Kastilská ∞ Jindřich Burgundský ~ portugalská královna
7. Sancha Kastilská ~ dcera Urraca Kastilská
8. Konstancie Kastilská (1160) ∞ Ludvík VII. Francouzský ~ francouzská královna
9. Sancha Kastilská (1154–1208) ∞ Sancho VI. Navarrský ~ navarrská královna
10. Sancha Kastilská (1154–1208) ∞ Alfons II. Aragonský ~ aragonská královna
11. Urraca kastilská ∞ García Ramírez z Navarry ~ královna Navarry, královna království Artajona, regentka z Asturie
12. Stephanie Alfonso z Kastilie ∞ Fernando Rodríguez de Castro
13. Berenguela Kastilská ∞ Alfons IX. Leónský ~ královna Kastilie, Leónu a Toleda
14. Urraca Kastilská (1186–1220) ∞ Alfons II. Portugalský ~ portugalská královna
15. Blanka Kastilská ∞ Ludvík VIII. Francouzský ~ francouzská královna
16. Eleonora Kastilská (1307–1359) ∞ Jakub I. Aragonský ~ aragonská královna
17. Mafalda Kastilská ∞ Ferdinand z Leónu (sňatek se nikdy neuskutečnil)
18. Berenguela Leónská ∞ Jan z Brienne ~ jeruzalémská královna
19. Leonor de León ~ dcera Berenguela Kastilská
20. Constanza de León ~  dcera Berenguela Kastilská
21. Eleonora Kastilská (1241–1290) ∞ Eduard I. ~ anglická královna
22. Berengarie Kastilská (1253–1300) ~ řeholnice
23. Beatrix Kastilská (1254–1286) ∞ Vilém VIII. z Montferratu ~ markraběnka z Montferratu
24. Violant of castile ∞ Diego lópez V de Haro
25. Beatrix Kastilská (1242–1303) ∞ Alfons III. Portugalský ~ portugalská královna
26. Beatrix Kastilská (1293–1359) ∞ Alfons IV. Portugalský ~ portugalská královna
27. Isabela Kastilská (1283–1328) ∞ Jakub II. Aragonský, Jan III. Bretaňský~ aragonská, sicilská a valencijská královna a břetanská vévodkyně
28. Eleonora Kastilská (1307–1359) ∞ Alfons IV. Aragonský ~ aragonská královna
29. Konstancie Kastilská (1354–1394) ∞ Jan z Gentu ~ vévodkyně z Lancasteru
30. Isabela Kastilská (1355–1392) ∞ Edmund z Langley ~ vévodkyně z Yorku
31. Beatrix Kastilská ~ dcera Petr I. Kastilský
32. Eleonora Kastilská (1416) ∞ Karel III. Navarrský ~ navarrská královna
33. Marie Kastilská (1401–1458) ∞ Alfons V. Aragonský ~ aragonská a neapolská královna
34. Kateřina Kastilská ∞ Jindřich z Villeny ~ vévodkyně z Villeny
35. Isabela Kastilská ∞ Ferdinand II. Aragonský ~ královna kastilská, leónská a aragonská

## Jednotný španělský stát včetně období republiky
1. Isabela Aragonská (1470–1498) ∞ Alfons Portugalský, Manuel I. Portugalský ~ portugalská královna
2. Jana I. Kastilská ∞ Filip I. Kastilský ~ královna Kastilie, Leónu, Galicie, Aragonie, Valencie, Navarry, Sardinie, Mallorky, Sicílie a Neapole
3. Marie Aragonská (1482–1517) ∞ Manuel I. Portugalský ~ portugalská královna
4. Kateřina Aragonská ∞ Artur Tudor, Jindřich VIII. Tudor ~ anglická královna
5. Eleonora Habsburská ∞ Manuel I. Portugalský, František I. Francouzský ~ portugalská a francouzská královna
6. Isabela Habsburská ∞ Kristián II. Dánský ~ královna dánská, norská a švédská
7. Marie Habsburská ∞ Ludvík Jagellonský ~ uherská, chorvatská a česká královna
8. Kateřina Habsburská (1507–1578) ∞ Jan III. Portugalský ~ královna portugalská
9. Marie Španělská ∞ Maxmilián II. Habsburský ~ Římskoněmecká císařovna, česká, uherská a chorvatská královna
10. Jana Španělská ∞ Jan Manuel Portugalský ~ dědičná princezna portugalská
11. Isabela Klára Evženie ∞ Albrecht VII. Habsburský ~ nizozemská místodržitelka
12. Kateřina Michaela Španělská ∞ Karel Emanuel I. Savojský ~  savojská vévodkyně
13. Anna Rakouská ∞ Ludvík XIII. ~ královna francouzská a navarrská
14. Marie Anna Španělská (1606–1646) ∞ Ferdinand III. Habsburský ~ Římskoněmecká císařovna, česká, uherská a chorvatská královna a rakouská vévodkyně
15. Markéta Španělská (1610–1617) ~ dcera Filip III. Španělský
16. María Španělská (1603)  ~ dcera Filip III. Španělský
17. Marie Tereza Habsburská (1638–1683) ∞ Ludvík XIV. ~ Francouzská a navarrská královna
18. Markéta Habsburská (1651–1673) ∞ Leopold I. ~ Římská císařovna, česká, uherská a chorvatská královna a rakouská vévodkyně
19. Marie Josefa Španělská ~ dcera Karel III. Španělský
20. Marie Ludovika Španělská ∞ Leopold II. ~ Římskoněmecká císařovna, královna česká, uherská, chorvatská, rakouská arcivévodkyně a velkovévodkyně toskánská
21. Marie Tereza ~ dcera Karel III. Španělský
22. Marie Anna  ~ dcera Karel III. Španělský
23. Marie Luisa ~ dcera Karel IV. Španělský
24. Šarlota Španělská ∞ Jan VI. Portugalský ~ portugalská královna
25. Marie Amálie Španělská ∞ Antonín Pascual Španělský  ~ dcera Karel IV. Španělský
26. Marie Luisa Španělská (1782–1824) ∞ Ludvík Parmský ~ etrurská královna vévodkyně z Luccy
27. Marie Isabela Španělská ∞ František Neapolsko-Sicilský ~ Královna obojí Sicílie
28. Marie Tereza ~ dcera Karel IV. Španělský
29. Isabela II. Španělská ∞ František Cádizský ~ španělská královna
30. Luisa Fernanda Španělská ∞ Antonín Orleánský ~ vévodkyně z Montpensier
31. María Luisa Isabel Španělská ~ dcera Ferdinanda VII.
32. Isabela Španělská (1851–1931) ∞ Kajetán, hrabě z Girgenti ~ kněžna z Asturie hraběnka z Girgenti
33. Marie del Pilar ~ dcera Isabely II. Španělská
34. Marie de la Paz de Borbón ∞ Ludvík Ferdinand Bavorský ~  dcera Isabely II. Španělská
35. Eulalie Bourbonská ∞ Antonín z Galliery ~ vévodkyně z Galliery
36. Mercedes Španělská ∞ Karel Bourbonsko-Sicilský ~ asturijská kněžna
37. Marie Tereza Španělská (1882–1912) ∞ Ferdinand Bavorský ~ dcera Alfonse XII.
38. Beatrix Isabela Bourbonská ∞ Alessandro Torlonia ~ kněžna z Civitella-Cesi
39. María Cristina Španělská ∞ Enrico Marone-Cinzano ~ hraběnka Marone
40. Infantka Elena ∞ Jaime de Marichalar ~ dcera Juana Carlose
41. Infantka Cristina ∞ Iñaki Urdangarin ~ dcera Juana Carlose
42. Leonor, kněžna asturská ~ španělská korunní princezna
43. Sofie Španělská ~ dcera Filip VI. Španělský